# Ньютон (Массачусетс)
Нью́тон (англ. Newton) — город в округе Мидлсекс штата Массачусетс на северо-востоке США, расположенный в 12 км от Бостона.
Ньютон состоит из тринадцати пригородных поселений, так называемых «деревень»: Оберндейл, Чеснат-Хилл, Ньютон-Сентер, Ньютон-Корнер, Ньютон-Хайлендз, Ньютон-Лоуэр-Фоллз, Ньютон-Аппер-Фоллз (оба над рекой Чарльз), Ньютонвиль, Нонентум (часто называемый The Lake), Оук-Хилл, Томпсонвиль, Уэбан и Уэст-Ньютон.

## Демография

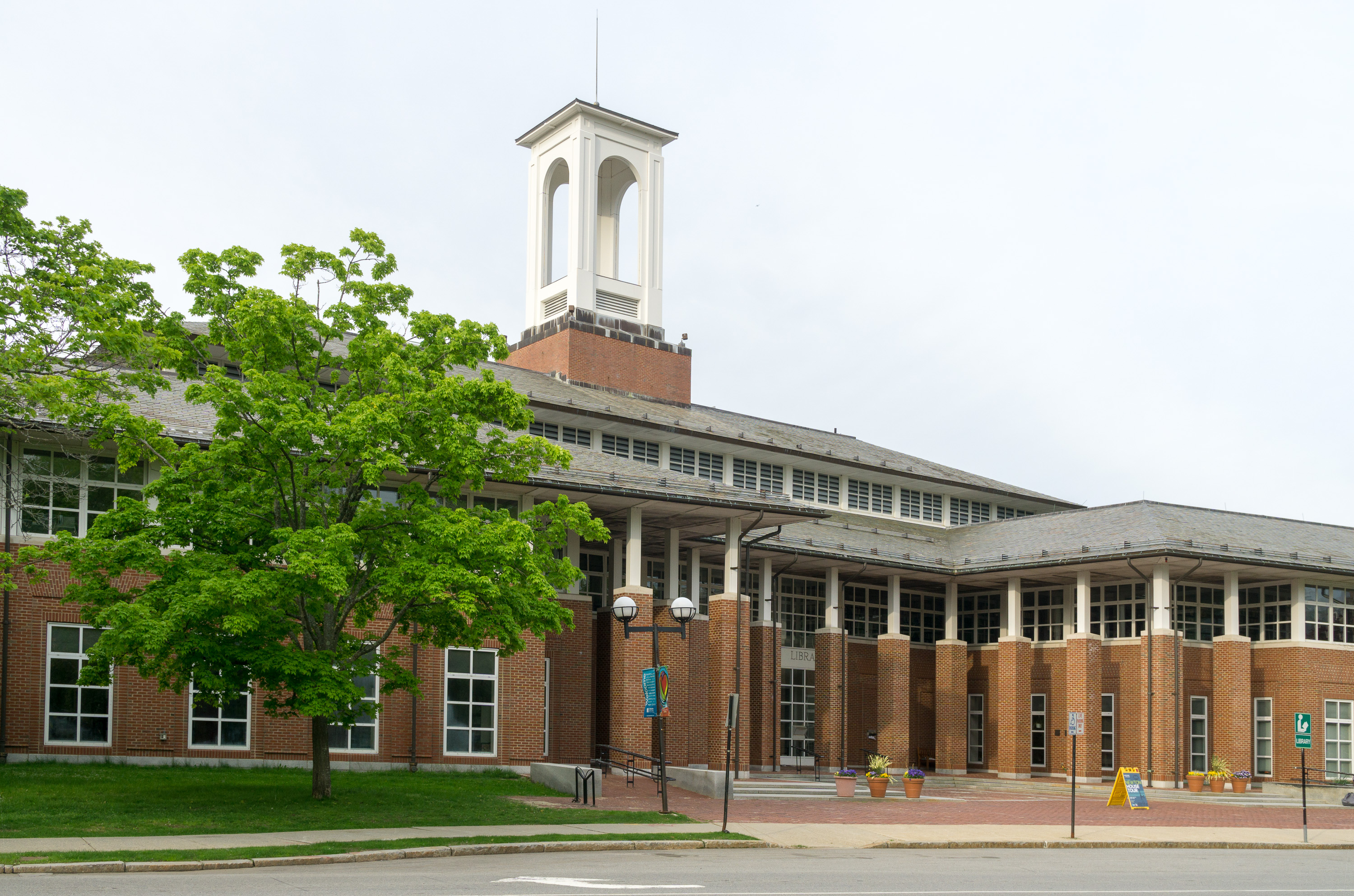
Общественная библиотека Ньютона

По данным переписи населения США на 2010 год, население Ньютона составляло 85 146 человек, что делало его одиннадцатым по численности городом штата.
Национальный состав был следующим: 79,6 % белых, 2,5 % афроамериканцев, 2,3 % представителей коренных народов, 11,5 % азиатов, 4,1 % латиноамериканцев, остальные представители двух или более рас.
Согласно оценкам, в 2008 году средний годовой доход на семью составлял 137 493 долларов, а доход на душу населения в городе — 45 708 долларов.
2,1 % семей или 8,3 % населения живут ниже установленной черты бедности, из них моложе 18 лет — 4,8 % , в возрасте 65 лет и старше — 5,0 %.
В честь Ньютона назван астероид (662) Ньютония, открытый 30 марта 1908 года американским астрономом Джоэлом Меткалфом в Тонтонской обсерватории